# Dell EMC
Dell EMC (NYSE: EMC) es una empresa que integra la American Fortune 500 y S&P 500 fabricante de software y sistemas para administración y almacenamiento de información. Su casa matriz está en Hopkinton, Massachusetts, USA. EMC desarrolla productos para almacenamiento para el segmento empresarial, incluidos hardware para RAID y software para administrar almacenamiento de datos. Su producto principal es el Symmetrix, el cual es parte de las redes de almacenamiento de muchos centros de cómputos. La línea CLARiiON fue adquirida cuando compró a Data General. El 12 de octubre de 2015 fue adquirida por Dell inc por 67.000 millones de dólares, adquisición completada el 7 de septiembre de 2016, catalogada como la compra más grande de la historia hasta el momento.

## Historia
Comenzó sus actividades el 23 de agosto de 1979, fundada por Richard (Dick) Egan (exgerente de Intel) y Roger Marino, la E y la M en el nombre de la compañía (EMC no adoptó EMC² refiriéndose a la famosa ecuación E=mc² de Einstein). La primera C se refiere a un tercer integrante que dejó la compañía luego de fundada y la segunda se refiere a Corporation).
Inicialmente se dedicaban a fabricar placas de memoria, expandiéndose luego a controladoras de disco. 
El 4 de abril de 1986 comienza a cotizar en bolsa e integra el NASDAQ.
y el 22 de marzo de 1988 integra el NYSE.
Con el trabajo de Moshe Yanai (que trabaja actualmente para XIV Storage), creció hasta convertirse en la más importante empresa en innovaciones y plataformas de almacenamiento.
Joseph Tucci es el actual CEO desde 2001, remplazando a Michael Ruettgers que continuó como chairman hasta el 2006.
En el almacenamiento de datos, sus competidores son IBM, Network Appliance, Hewlett-Packard, Hitachi Data Systems, y agami Systems (competidor en crecimiento)
La compañía se transformó de una compañía de hardware a una compañía mezcla de hardware, software y servicios profesionales. El gran impulso para el futuro es el desarrollo de productos para virtualización que incluyen VMware, Invista, and Rainfinity.
El lunes 12 de octubre de 2015 se anuncia que la compañía Dell Inc. compra EMC Corporation por 67 mil millones de dólares, convirtiéndose en el mayor acuerdo de tecnología de todos los tiempos.

### Hitos
Dentro de sus hitos existen infinidad de innovaciones tanto en memorias, como en sistemas de almacenamiento, en sus inicios enfocados a mainframe. La misma tiene múltiples alianzas con Oracle, Microsoft, Dell y SAP.
- 23 de agosto de 1979 se funda la compañía

- 1990 lanza al mercado el Symmetrix

- 1992 se lanza al mercado la serie 5500 de Symmetrix, el cual garantiza una operación 7 X 24.

- 1994 anuncia el primer arreglo mundial de discos que superan 1 TB; con el modelo 5500-9.

- 1999 adquiere Data General, y con ella CLARiiON.

- 2000 une NAS y SAN en una red unificada.

- 2003 su solución de almacenamiento CLARiiON, es la primera en usar discos de bajo precio con tecnología SATA y Canal de Fibra.

- En julio de 2006 EMC abre una oficina de desarrollo en Shanghái, China, para facilitar el ingreso en el mercado Chino.

- El 7 de julio de 2007, anuncia la inversión de US$ 160 millones en Singapur, para la construcción de un nuevo laboratorio de 15.000 pies, el cual comenzará a operar este año.

- El 12 de noviembre de 2007 se asocia con NetQoS, para proveer la primera solución integrada de monitorización.

- El 20 de diciembre de 2013 la agencia de noticias Reuters publica que las revelaciones de Edward Snowden informen un posible acuerdo económico secreto entre la empresa RSA, filial de EMC Corp, y la NSA para que el software criptográfico de la empresa (Bsafe) use como generador de números aleatorios por defecto el algoritmo Dual_EC_DRBG a sabiendas de que tenía debilidades.[2][3] De esta forma la NSA se aseguraría una puerta trasera en dicho software.

Las adquisiciones y directivas ayudaron al crecimiento de EMC hasta convertirla en una de las mayores empresas en el desarrollo, y construcción de equipos de almacenamiento de datos en el mundo.

## Adquisiciones
En el 2002, adquiere Prisa Network y su producto VisualSAN para la administración de redes del almacenamiento (SAN). 
Lo que inicialmente era una compañía de hardware, en el 2003 se diversifica en software y en servicios, comenzado esta etapa bajo el nuevo CEO Joe Tucci en el 2001. Su primera adquisición fue Legato Systems, Inc. en julio por $1.3 mil millones, seguido de la compra de Documentum, un fabricante de software que produce un sistema de gestión de contenidos empresariales, para empresas globales, y de VMware; en octubre y diciembre de 2003 respectivamente. 
Continuando con sus compras, anuncia la adquisición de Management Arts, Inc. compañía de administración de software de red, también conocido como SMARTS. 
EMC ha realizado muchas investigaciones en el área del gerenciamiento del ciclo de vida de la información (Information Lifecycle Management - ILM), y ha agregado productos físicos de seguridad incluyendo la solución para gerenciamiento para análisis de la seguridad (Security Analysis Management Solution - SAMS). 
La adquisición de Rainfinity en agosto de 2005 agregó un producto para la virtualización de almacenamiento, que apunta (Global File Virtualization) a la virtualización global de archivo, que comenzó con VMware.
Con la adquisición del software FilePool de origen belga, EMC desarrolló el producto llamado Centera. Ofreciendo el primer sistema de almacenamiento que se accede por contenido CAS (del inglés content-addressable storage). 
El 29 de junio de 2006, anunció que la compra la compañía de software de seguridad RSA Security, Inc.. Finalizada la operación, RSA actúa como la división de seguridad de la información de la compañía. 
El 12 de julio de 2007, adquiere X-X-Hive Corporation, una de las principales compañías de tecnología XML ubicada en Róterdam, Holanda; la cual ha construido una reputación sólida para proporcionar productos XML de clase empresarial para empresas aeroespaciales e industrias de publicaciones.
Esta adquisición es una estratégica de EMC para la próxima generación para el gerenciamiento de la información y de XML 
Se espera que X-Hive, con su conocimiento en productos basados en Java y los conocimientos técnicos de XML, lleve a una posición prominente a la lista del software de EMC teniendo herramientas de XML integradas a Documentum redondeando su propia infraestructura ofrecida. 
Con la completa adquisición, X-Hive Corporation será integrada completamente a la unidad de negocios "EMC Content Management and Archiving" (CMA).

## Fechas de asociaciones y adquisiciones
- 31 de agosto de 1993: Epoch Systems Inc. (Software de repaldo) (anuncio)
- 31 de agosto de 1993: Magna Computer Corporation (Formulario:10-Q)
- Q1, 1994; Array Technology Corporation] (Adquiere ciertos activos) (Formulario:10-Q Filing)
- 2 de febrero de 1994: Copernique S.A. (Adquiere sus más importantes activos) (anuncio)
- 26 de octubre de 1995 McData Corporation (anuncio)
- 9 de agosto de 1999: Data General (incluida la línea de productos CLARiiON) (anuncio)
- 21 de diciembre de 1999: Softworks (anuncio)
- 1 de noviembre de 2000: CrosStor (anuncio)
- 12 de abril de 2001: FilePool (convertido en Centera) (anuncio)
- 8 de febrero de 2001: Spinoff McData Corporation (anuncio) (SEC)
- 25 de septiembre de 2002: Prisa Networks
- 15 de abril de 2003: Astrum
- 14 de julio de 2003: Legato Systems (fabricante del software de respaldo EMC Legato Networker)
- 14 de octubre de 2003: Documentum (anuncio)
- 15 de diciembre de 2003: VMware
- 12 de octubre de 2004: Dantz Development
- 2 de noviembre de 2004: Allocity
- 21 de diciembre de 2004: System Management Arts (SMARTS)
- 16 de agosto de 2005: Propiedad intellectual de Maranti Networks
- 17 de agosto de 2005: Rainfinity
- 20 de octubre de 2005: Captiva Software
- 6 de enero de 2006: Acxiom Grid Computing Platform (anuncio)
- 9 de enero de 2006: Internosis (anuncio)
- 9 de marzo de 2006: Authentica (anuncio)
- 9 de mayo de 2006: Kashya (anuncio)
- 11 de mayo de 2006: Interlink Group (anuncio)
- 7 de junio de 2006: nLayers (anuncio)
- 19 de junio de 2006: ProActivity (anuncio)
- 29 de junio de 2006: RSA Security (anuncio)
- 18 de septiembre de 2006: Network Intelligence (anuncio)
- 18 de septiembre de 2006: Infoscape (anuncio)
- 1 de noviembre de 2006: Avamar (anuncio)
- 6 de febrero de 2007: Valyd (anuncio)
- 4 de junio de 2007: Verid (anuncio)
- 10 de julio de 2007: Geniant
- 12 de julio de 2007: X-Hive Corporation (EMC anuncio, X-Hive anuncio)
- 9 de agosto de 2007: Tablus (anuncio)
- 30 de agosto de 2007: BusinessEdge Solutions
- 1 de octubre de 2007: Berkeley Data Systems (anuncio)
- 30 de octubre de 2007: Voyence (anuncio)
- 27 de diciembre de 2007: Document Sciences Corporation (anuncio – Pendiente de completar Q1 2008)
- 21 de febrero de 2008: PI Corporation.
- 9 de junio de abril de 2008: Iomega.
- 10 de marzo de 2008: Infra
- Mayo de 2009: Configuresoft
- 8 de julio de 2009: Data Domain
- 31 de agosto de 2009: FastScale
- 1 de septiembre de 2009: Kazeon
- 19 de febrero de 2014: LenovoEMC[4]
- Julio de 2014: Twinstrata

## Curiosidades
"EMC Corporation" es el nombre completo de dicha empresa, generalmente conocida por EMC², que por casualidad coincide con la fórmula de la teoría de la relatividad.
Su lema es "Where information lives" lo que se traduce "Donde vive la información"

## EMC en España
EMC desembarcó en España en 1998, un año antes de la adquisición de Data General. Actualmente cuenta con un equipo de cerca de 350 profesionales y oficinas en Madrid, Barcelona, Bilbao y Valencia. Su máximo responsable para España es Fernando De La Prida quien sustituyó a José Luis Solla como director general. Desde la adquisición de EMC por parte de Dell, el responsable en España de la nueva Dell Technologies es Ricardo Labarga